# Эластичность (экономика)
Эласти́чность (англ. elasticity) — мера чувствительности одного из показателей (например, объёма спроса или предложения) к изменению другого (например, цены или дохода).
Потенциально, методики расчёта эластичности могут зависеть от систем измерения анализируемых величин. Для обеспечения сопоставимости показателей большое распространение получил коэффициент эластичности, который показывает относительное влияние — на сколько процентов изменится первая величина при изменении второй на 1 %. Коэффициент эластичности может иметь значение от 0 до бесконечности.
Понятие «эластичности» в контексте экономических показателей в 1890 году впервые в своих работах использовал английский экономист Альфред Маршалл. Его идеи развивали Джон Хикс и Пол Самуэльсон.

## Определение
Пусть дана функция {\displaystyle y=f(x)}. Тогда эластичность определяется как частное от деления относительного изменения функции {\displaystyle y} на относительное изменение аргумента {\displaystyle x}:
{\displaystyle \varepsilon ={\frac {\Delta y}{y}}:{\frac {\Delta x}{x}}={\frac {\Delta y}{\Delta x}}\cdot {\frac {x}{y}}}
Так как функция может быть убывающей, то в определении эластичности часто берётся абсолютное значение (ставится знак минус перед дробью). Примером убывающей функции служит функция спроса, которая выражает отрицательную зависимость объёма от цены.
{\displaystyle \varepsilon =-{\frac {\Delta y}{y}}:{\frac {\Delta x}{x}}=-{\frac {\Delta y}{\Delta x}}{\frac {x}{y}}}
Иногда используют не начальные и конечные значения, а среднюю точку в интервале изменений. При таком определении иногда говорят о средней или дуговой эластичности, так как изменение переменных рассматривается на некотором отрезке.
{\displaystyle \varepsilon ={\frac {\Delta y}{\bar {y}}}:{\frac {\Delta x}{\bar {x}}}={\frac {\Delta y}{\Delta x}}{\frac {\bar {x}}{\bar {y}}}}
где {\displaystyle {\bar {y}}=(y_{1}+y_{2})/2,{\bar {x}}=(x_{1}+x_{2})/2}
Если функция {\displaystyle y=f(x)} является дифференцируемой, то можно определить эластичность в точке, пользуясь определением производной как пределом отношения приращения функции к приращению аргумента.
{\displaystyle \varepsilon ={\frac {dy}{y}}:{\frac {dx}{x}}={\frac {dy}{dx}}{\frac {x}{y}}=f'(x){\frac {x}{y}}}
Можно заметить, что это определение равносильно производной в логарифмах
{\displaystyle \varepsilon ={\frac {d\log y}{d\log x}}}

### Качественная характеристика эластичности
Функция называется эластичной, когда показатель эластичности больше единицы: {\displaystyle |\varepsilon |>1} — при изменении аргумента на 1 % значение функции меняется более, чем на 1 %. Предельным случаем является абсолютная, или совершенная, эластичность, когда {\displaystyle |\varepsilon |=\infty }.
Функция называется неэластичной, когда показатель эластичности меньше единицы: {\displaystyle |\varepsilon |<1} — при изменении аргумента на 1 % значение функции меняется менее, чем на 1 %. Предельным случаем является абсолютная, или совершенная, неэластичность, когда {\displaystyle \varepsilon =0}.
Если показатель эластичности равен единице {\displaystyle |\varepsilon |=1}, то говорят о единичной эластичности.

## Эластичность некоторых функций
Эластичность линейной функции {\displaystyle y=a-bx} ({\displaystyle a,b>0}):
{\displaystyle \varepsilon =-b{\frac {x}{a-bx}}}
Если рассматривать только положительные значения аргумента и функции (что соответствует многим экономическим задачам), то эластичность будет меняться от нуля при {\displaystyle x=0} до бесконечности при {\displaystyle x=a/b}.
Эластичность степенной функции {\displaystyle y=x^{r}} ({\displaystyle r>0}):
{\displaystyle \varepsilon =r{\frac {x^{r-1}x}{x^{r}}}=r}
Степенная функция обладает постоянной эластичностью.

## Примеры показателей эластичности

### Эластичность спроса
Эластичность спроса по цене, ценовая эластичность спроса (price elasticity of demand) — чувствительность спроса {\displaystyle Q_{D}} к изменению цены {\displaystyle P} (процентное изменение спроса на 1 % изменения цены).
Эластичность спроса по доходу (income elasticity of demand) показывает на сколько процентов изменится величина спроса при изменении дохода на 1 %. Практическое значение при этом имеют не абсолютные величины, а относительные.
{\displaystyle \varepsilon ={\frac {dQ/dI}{Q/I}}}
{\displaystyle \varepsilon } — эластичность; Q — количество; P — цена; I — доход.
Если увеличение дохода приводит к уменьшению спроса на товар, то показатель эластичности по доходу является отрицательным ({\displaystyle \varepsilon <0}). Скорее всего, данный товар низкокачественный.
Товар считается нормальным, если эластичность по доходу положительна ({\displaystyle \varepsilon >0}).
Если {\displaystyle 0<\varepsilon <1}, то спрос на товар растёт медленнее, чем доход. Таким показателем эластичности характеризуют товары первой необходимости.
Спрос на товар растёт быстрее дохода в том случае, если {\displaystyle \varepsilon >1}. Свойственно предметам роскоши.
Многие компании подбирают на свою продукцию такую цену, чтобы добиться единичной эластичности по доходу ({\displaystyle |\varepsilon |=1}), так как иные цены приводят к снижению доходов.
Эластичность спроса на продукцию конкретной компании и эластичность рыночного спроса не совпадают. Первая всегда (за исключением абсолютной монополии фирмы на рынке) выше второй. Рассчитать ценовую эластичность спроса на продукцию фирмы достаточно сложно, так как необходимо принимать во внимание и реакцию конкурентов на повышение или понижение фирмой цены.
Перекрёстная эластичность спроса показывает процентное изменение спроса на товар A относительно изменения цен на товар B.
{\displaystyle \varepsilon _{\times }^{D}={\frac {\Delta {Q_{A}}/{Q_{A}}}{\Delta {P_{B}}/{P_{B}}}}}.
Если {\displaystyle _{\varepsilon }\times ^{D}>0}, то перед нами взаимозаменяемые блага (субституты).
Если {\displaystyle \varepsilon _{\times }^{D}<0}, то блага взаимодополняемые (синонимы: комплементарные блага, комплементы).
Чем больше эластичность спроса на благо, тем выше степень заменяемости благ (если {\displaystyle \varepsilon _{\times }^{D}=+{\mathcal {1}}}, то A и B — совершенные субституты). И наоборот, чем меньше эластичность, тем больше взаимодополняемость (если {\displaystyle \varepsilon _{\times }^{D}=-{\mathcal {1}}}, то мы имеем пример жёсткой взаимодополняемости).

### Эластичность предложения
Эластичность предложения по цене — степень изменения в количестве предлагаемых товаров и услуг в ответ на изменения в их цене. Процесс возрастания эластичности предложения в долгосрочном и краткосрочном периодах раскрывается через понятия мгновенного, краткосрочного и долгосрочного равновесия.
Коэффициент эластичности предложения показывает относительное изменение объёма предложения при изменении цены на 1 %. Расчёт полностью аналогичен расчёту коэффициента эластичности спроса относительно цены, но Q будет обозначать размер предложения.
Неэластичное предложение — предложение, для которого процентное изменение цены больше процентного изменения объёма предложения. Для неэластичного предложения коэффициент эластичности меньше единицы.

### Эластичность замещения факторов
Эластичность замещения показывает, сколько потребуется одного из факторов производства, чтобы заместить им единицу другого фактора при неизменном объёме выпуска продукции. Коэффициент показывает степень эффективности замещения одного фактора производства другим.

## Эластичность в краткосрочных и долгосрочных периодах
Эластичность может зависеть от того, какой период рассматривается в модели. Например, спрос на большинство товаров в долгосрочном периоде гораздо более эластичен, чем в краткосрочном. Одна из причин этого состоит в том, что людям требуется время, чтобы изменить свои потребительские привычки. Спрос на конкретный товар может быть связан с запасами другого товара, которые изменяются медленно. Например, спрос на бензин гораздо более эластичен в долгосрочном периоде, чем в краткосрочном. Резкое повышение цены на бензин снижает величину спроса в краткосрочном периоде, заставляя автомобилистов меньше ездить, но через относительно небольшой промежуток необходимость в перемещении всё равно будет вынуждать покупать дорогой бензин. Но длительное влияние высоких цен на бензин проявится в том, что потребители предпочтут покупать экономичные с точки зрения расхода горючего автомобили. Однако поскольку парк автомобилей изменяется медленно, глобальный спрос на бензин будет падать тоже медленно.
Для товаров длительного пользования справедливо противоположное утверждение — спрос является для них более эластичным в краткосрочном периоде, чем в долгосрочном. Совокупный запас каждого товара, которым располагают потребители, в большей степени связан с годовым объёмом производства. В результате небольшое изменение в совокупном запасе, который хотят иметь на руках потребители, может привести к крупному в процентном отношении изменению в уровне покупок.